# Пирогово (Торжоцький район)
Пирогово (рос. Пирогово) — присілок в Торжоцькому районі Тверської області Російської Федерації.
Населення становить 427 осіб. Входить до складу муніципального утворення Грузинське сільське поселення.

## Історія
Від 2005 року входить до складу муніципального утворення Грузинське сільське поселення.

## Населення
| 1859 | 1884 | 1920 | 1997 | 2002 | 2010 |
| ---- | ---- | ---- | ---- | ---- | ---- |
| 228  | ↗264 | ↗351 | ↗391 | ↘360 | ↗427 |